# Morgan Håkansson
Patrik Niclas Morgan Steinmeyer Håkansson, född 25 juni 1973, är en svensk multiinstrumentalist från Norrköping. Håkansson är mest känd för att ha grundat Black Metal-gruppen Marduk 1990 under pseudonymen Evil.

## Biografi
Familjenamnet Steinmeyer kommer från hans tyska farfar. Håkansson har varit aktiv inom den svenska Black Metal-scenen sedan 1990-talets början i den självstartade gruppen Marduk och projektet Abruptum skapat av It (Tony Särkkä) och All (Jim Berger) som han senare tagit över. Håkansson nämner band som Celtic Frost, Slayer, Exodus och Motörhead när han blir frågad vad som inspirerade honom att börja med extrem metal.